# Paul J. Crutzen
Paul Jozef Crutzen (Amszterdam, 1933. december 3. – Mainz, 2021. január 28.) holland meteorológus, légkörkémikus. 1995-ben megkapta a kémiai Nobel-díjat a légkörkémia területén végzett munkásságáért, különös tekintettel az ózon kialakulására és felbomlására, Mario Molinával és Frank Sherwood Rowlanddel megosztva. Jelentősek voltak kutatásai az ózonréteg és a klímaváltozás területén is. Nevéhez fűződik az antropocén kifejezés széles körű elterjesztése is, amely javasolt földtörténeti kori elnevezés az emberi tevékenység Földre gyakorolt jelentős hatását fejezi ki.

## Életpályája
1951-ben érettségizett az amszterdami Szent Ignác Gimnáziumban, majd építőmérnöki végzettséget szerzett. Ezt követően több építőipari vállalatnál dolgozott. 1959-ben Svédországba költözött, ahol a Stockholmi Egyetemen programozója lett. Az ottani szakterülete a meteorológia volt. Ennek hatására beiratkozott az egyetem meteorológia szakára, ahol le is diplomázott. 1968-ban megszerezte doktori fokozatát meteorológiából, majd az egyetem oktatója lett. 1973-ban habilitált. 1977 és 1980 között a Colorado állambeli Boulderben dolgozott, ahol a National Center for Atmospheric Research osztályvezetője volt. Ezt követően Németországba költözött, mert kinevezték a mainzi székhelyű Max Planck Kémiai Intézet (Max-Planck-Institut für Chemie) légkörkémiai osztályának vezetőjévé. Az intézetet 2000-ig vezette, ezt követően emeritálták. Ezzel párhuzamosan számos felsőoktatási intézetben volt vendégtanár (pl. Stockholmi Egyetem, Szöuli Nemzeti Egyetem, Kaliforniai Egyetem, San Diego). A Journal of Atmospheric Chemistry című tudományos szakfolyóirat szerkesztőbizottságának elnöke, valamint az Atmospheric Chemistry and Physics tanácsadó testületének elnöke volt. A Svéd Királyi Akadémia és a Royal Society in the United Kingdom tagjává is megválasztották, 1988-ban az Academia Europaea alapító tagja volt.

## Tudományos munkássága
Fő kutatási területe a légkörkémia volt, ezen belül is az ózon lebomlása a sztratoszférában. Bebizonyította, hogy a dinitrogén-oxid hatással bír a ózon lebomlására, mivel fel tud kerülni a sztratoszférába és átalakuljon nitrogén-monoxiddá, amely rombolja az ózonréteget. Mivel ebben az időszakban a mezőgazdaságban használt trágyák része volt a dinitrogén-oxid, ezzel az emberi tevékenység erősítette ezt a folyamatot. Az ózon kutatása mellett az ember okozta klímaváltozás kutatásában is részt vett, elsősorban a geomérnökség területén. Javasolta, hogy kén-dioxid sztratoszférába eresztésével visszavernék a napsugarak és ezzel a hő egy részét a világűrbe, így csökkentve az üvegházhatású gázok emisszióját.
Nevéhez köthető ezen felül az antropocén mint földtörténeti kori elnevezés elterjesztése is. Álláspontja szerint az emberi tevékenység akkora befolyással van a Földre, amely már indokolja a holocéntől elkülönülő földtörténeti kori elnevezést. A kor kezdetét a 18. század második felére teszi, de az ezzel foglalkozó kutatók vitatkoznak a lehetséges kezdeti időpontban. Foglalkozott még a nukleáris tél kérdésével is. Róla nevezték el a 9679 Crutzen nevű kisbolygót. 2012-ben díjat is elneveztek róla, a Paul Crutzen-díjat a Német Kémikusok Társasága osztja ki a környezetkémia és az ökotoxikológia területén született legjobb publikációnak.

## Díjai, elismerései
- Rolex-Discover Scientist of the Year (1984)
- Leo Szilard Lectureship Award (1985)
- Tyler-díj (1989)
- Max Planck kutatási díj (1994)
- kémiai Nobel-díj (megosztva, 1995)
- A holland oroszlánrend parancsnoka (1995)
- A Német Szövetségi Köztársaság nagy érdemrendje a csillaggal (1996)
- Az Academia Europaea Erasmus-érme (1997)
- Lomonoszov-aranyérem (2019)
- Számos egyetem díszdoktori címe